# Мошон (комітат)
Мошон (угор. Moson; нім. Wieselburg — Візельбурзький комітат) — історичний комітат у західній частині Угорського королівства, розташований між озером Нойзідлер та південним берегом Дунаю. Нині цю територію розділена між трьома державами: східна частина відноситься до мєдьє Дьєр-Мошон-Шопрон Угорщини, західна — до федеральної землі Бургенланд Австрії, а невелика область на південь від сучасної Братислави — до Братиславського краю Словаччини. Адміністративним центром комітату спочатку було місто Мошон, проте ще в середньовіччі офіційні органи переведено до міста Мадяровар. Від 1939 року обидва ці міста утворюють одне — Мошонмадяровар.

## Географія
Мошон лежав у північно-західній частині Кішальфельду — Малої Угорської низовини і більша частина території комітату була плоскою рівниною. Лише на крайньому північному заході місцевість підвищувалася, переходячи в Лейтські гори — сполучну ланку між Карпатською та Альпійською гірськими системами. Північну і північно-східну межу комітату утворював Дунай зі своїми численними рукавами та протоками (найбільша з яких — Мошонський Дунай). Уздовж південної межі Мошону протікала річка Раба, причому значна територія на обох її берегах була дуже заболоченою. На заході територія комітату впиралася у велике озеро Нойзідлер (Фертьйо), нині частково розташоване на території Австрійської республіки. На північному заході кордон зі спадковими австрійськими володіннями проходив річкою Лейта, яка в нижній течії повертала на південний схід і, протікаючи територією комітату, впадала біля Мадяровара в Мошонський Дунай. Загальна площа комітату становила 2 013 км (станом на 1910 рік). Мошон межував із угорськими комітатами Пожонь, Дьєр і Шопрон, а також із австрійською коронною землею Нижня Австрія.
У сільському господарстві комітату головну роль відігравало вирощування пшениці та виноградарство. Велика кількість річок і озер створювала сприятливі можливості для рибальства. Промислові підприємства Мошону займалися, переважно, виробництвом селітри та переробкою продукції сільського господарства.

## Історія
Мошон був одним із перших угорських комітатів, які утворив на початку XI століття король Іштван I Святий. Мошонський комітат був одним із найважливіших у системі оборони ранньосередньовічної Угорщини від німецьких вторгнень. Однак німці почали розселятися на цій території ще в X столітті, засновуючи міста та торговельні містечка. У XIII столітті Мошон уперше було закладено австрійському герцогу, при цьому він залишився у складі Угорського королівства. У XV столітті цей регіон захопили австрійці і знову домоглися передання їм частини Мошону на правах застави. Навіть після повернення під управління угорських королів німецька колонізація цих земель не припинилася. У XVI столітті сюди почали стікатися німецькі протестанти, рятуючись від Контрреформації, що почалася в австрійських землях.
Після поразки Австро-Угорщини у Першій світовій війні та її розпаду 1918 року німецькомовна більшість населення комітату Мошон виступила за приєднання цієї території до Австрії. За умовами Сен-Жерменського договору 1919 року та Тріанонського договору 1920 року західна третина комітату з містами Брук-ан-дер-Лайта, Нойзідл-ам-Зее (Нежидер), Фрауенкірхен (Болдогашсонь) та Парндорф, передана Австрійській республіці, увійшла до складу федеральної землі Бургенланд. Схід та центр комітату залишилися у складі Угорщини та були включені до складу медьє Дьєр-Мошон-Пожонь. 1950 року цю адміністративну одиницю об'єднано з угорською територією колишнього комітату Шопрон, утворено медьє Дьєр-Шопрон. На початку 1990-х це медьє перейменовано і нині воно має назву Дьєр-Мошон-Шопрон.

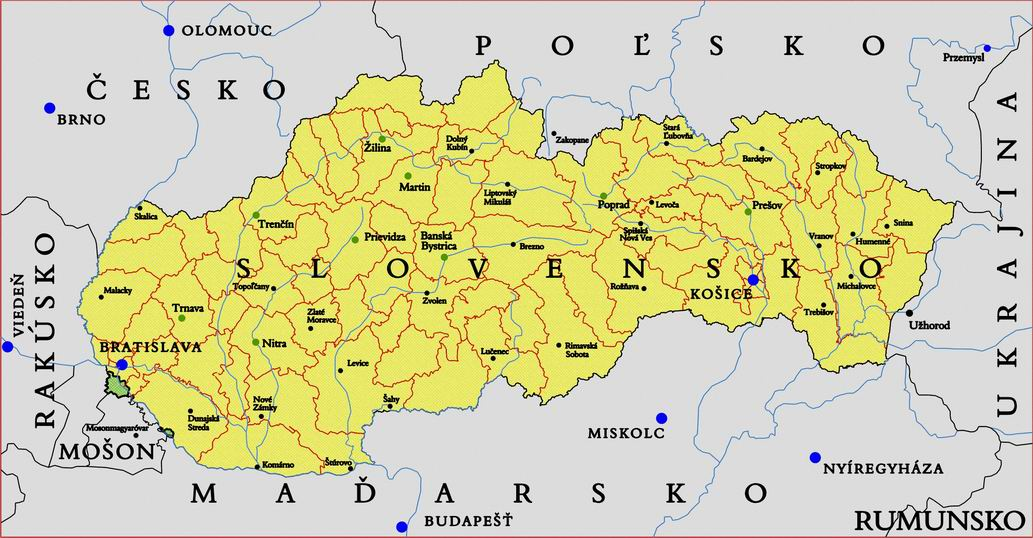
Словацька частина комітату Мошон на карті Словаччини

Крім поділу в 1918—1920 роках території Мошону між Австрією та Угорщиною, ще одна невелика частина колишнього комітату — лише кілька десятків квадратних кілометрів — на лівому березі Дунаю зі селом Бака відійшла до Чехословаччини. Цю область було включено до складу Комарненської жупи Чехословацької республіки, а 1923 року передано Братиславській жупі (пізніше — Братиславський край). Після Другої світової війни 1947 року Угорщина передала Чехословаччині додатково ще кілька сіл, тепер уже на правому березі Дунаю, трохи південніше Братислави: Яровце (Хрватський Яндроф), Русовце (Оросвар) та Чуново (Дуначунь), населені переважно хорватами. Це сталося на прохання чехословацької сторони, яка споруджувала братиславський порт. Нині ці три населені пункти входять до складу округу Братислава V Братиславського краю Словацької республіки.

## Населення
Відповідно до перепису 1910 року на території комітату Мошон проживало 94 479 жителів із таким етнічним розподілом:
- німці: 51 997 осіб (55 %);
- угорці: 33 006 осіб (35 %);
- хорвати: 8 123 осіб (8,6 %).

Відносно велика хорватська діаспора в комітаті виникла в XVI столітті, коли в північну і північно-західну частини Мошона переселилися кілька тисяч хорватів, які втекли від турецьких вторгнень. Мошонські хорвати протягом століть зберігали свою культуру та мову, а після Першої світової війни виступили проти передання їхніх земель Австрійській республіці.
Чисельність словаків у комітаті була вкрай незначною і не перевищувала 800 осіб (близько 0,8 % жителів Мошону). У релігійному відношенні населення комітату належало, переважно, до Римської католицької церкви (87,5 %). Крім того серед німецьких жителів існував досить помітний прошарок лютеран (трохи більше 10 % населення комітату). Близько 2 % жителів у Мошоні становили Євреї.

## Адміністративний поділ

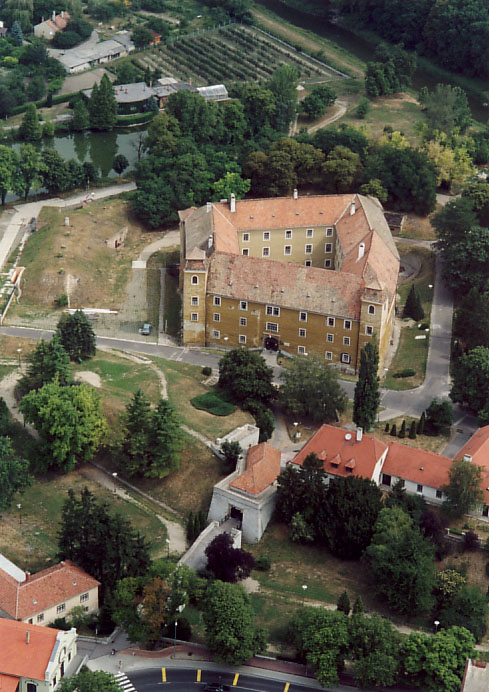
Мошонський замок

На початку XX століття до складу комітату входили такі округи:
| Округи    | Округи                    |
| Округ     | Адм. центр                |
| --------- | ------------------------- |
| Мадяровар | Мадяровар                 |
| Нежидер   | Нежидер (Нойзідль-ам-Зее) |
| Райка     | Райка                     |